# Мусаев, Муса Асхабалиевич
Муса́ Асхабали́евич Муса́ев (род. 1966, г. Махачкала, Дагестанская АССР, РСФСР, СССР) — российский политик. Министр строительства, архитектуры и ЖКХ РД (2013—2015), Глава Махачкалы (2015—2018).

## Биография
Муса Мусаев родился в 1966 году в городе Махачкала Дагестанской АССР. По национальности даргинец.
Трудовую деятельность начал в 1983 году Кизляре, работая на базе снабжения «Дагпотребсоюза».
С 1984 по 1986 год — служил в рядах Советской армии.
В 1991 году окончил Дагестанский государственный университет по специальности «Товароведение непродовольственных товаров».
С 1993 по 1999 год — работал начальником валютно-экономического отдела Коммерческого банка «Эльбин» города Махачкалы основанной в 1993 году.
С 1999 по 2009 год — занял пост первого заместителя руководителя финансового управления Министерства финансов Дагестана.
В 2004 году — получил второе образование в Дагестанском государственном университете по специальности «Юриспруденция».
С 2009 по 2010 год — занял пост первого заместителя начальника финансового управления администрации Махачкалы.
С июня по сентябрь 2010 года — работал директором филиала медицинской акционерной компании ЗАО «Макс-М» Махачкалы.
С 2011 по 2013 год — начальник управления финансово-бюджетного контроля и надзора Министерства финансов РД.
17 сентября 2013 года указом президента Дагестана М.Мусаев был назначен министром строительства, архитектуры и жилищно-коммунального хозяйства РД.
10 июля 2015 Муса Мусаев был представлен в качестве исполняющего обязанности мэра Махачкалы. 29 октября 2015 года депутатами горсобрания Махачкалы открытым голосованием избрали Мусу Мусаева новым мэром столицы Дагестана.

## Уголовное дело
19 января 2018 года сотрудники правоохранительных органов задержали мэра Махачкалы Мусу Мусаева и поместили в изолятор временного содержания, по статье 91 УПК РФ. Также 19 января 2018 года руководитель Следственного комитета Дагестана Сергей Дубровин возбудил против Мусаева уголовное дело по п. «в» ч. 3 ст. 286 УК РФ. По данным следствия Мусаев превысил должностные полномочия при выделении пяти земельных участков юридическим и физическим лицам. Нанесённый государству ущерб оценивался в 48 млн рублей.
В октябре 2018 года в Советском районном суде Махачкалы рассматривали его дело в особом порядке и без свидетелей. Мусаев сотрудничал со следствием, признал вину, но считал, что не достоин сидеть за решёткой. Гособвинение просило для него 5 лет лишения свободы в исправительной колонии общего режима и с запретом 3 года занимать государственную должность. 15 октября суд приговорил Мусу Мусаева к 4 годам лишения свободы и запрету 3 года занимать должность на государственной и муниципальной службе.

## Семья
Женат, имеет четырёх детей.
В мае 2017 года сын, Бадрудин, оказался в центре скандала, когда сотрудники полиции остановили его за опасную езду в Махачкале. За этим последовала драка Бадрудина с полицейскими и попытка захвата им полицейской машины и пистолета. За сопротивление полицейским Бадрудин и его охранники были доставлены в отделение полиции. Сам Бадрудин отрицал свою вину и предложил версию о том, что сотрудники полиции могли спутать его с охранником. Прокурор просил приговорить Бадрудина Мусаева к 5 годам лишения свободы в колонии общего режима, однако суд вынес оправдательный приговор. В июле 2018 года Советский районный суд приговорил Бадрудина к 2,6 лишения свободы в колонии общего режима и штрафу 30 тысяч рублей. К концу августа 2018 года Бадрудин всё ещё оставался на свободе. 16 октября в Верховный суд Дагестана рассмотрел апелляционную жалобу Бадрудина Мусаева и оставил в силе решение Советского районного суда Махачкалы.

## Награды и звания
- Орден «За заслуги перед Республикой Дагестан»